# 스코틀랜드 영어

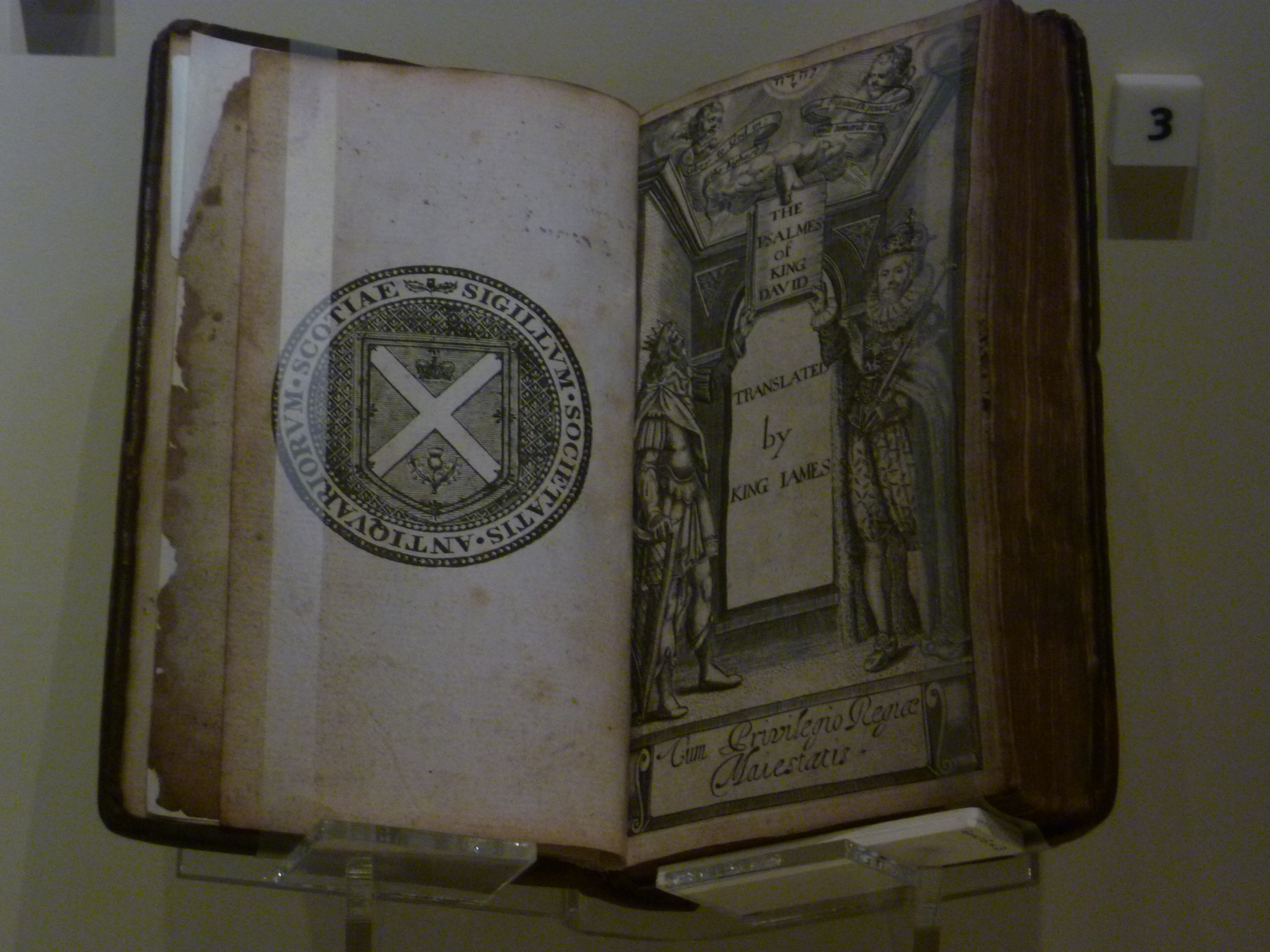
야고보 6세와 1세 치세에 인쇄된 시편

스코틀랜드 영어(Scottish English)는 영어의 방언 중 하나이다. 스코틀랜드에서 일반적으로 쓰이는 영어의 방언 형태로, 스코틀랜드인들 사이에서 글을 쓸 때나 대화를 할 때와 같은 일상적인 경우에 사용한다. 스코틀랜드에서는 표준적으로 쓰여서 스코틀랜드 표준 영어(Scottish Standard English)라 불리기도 하지만, 영국 영어로 교육을 받은 스코틀랜드인들은 영국 영어와 스코틀랜드 영어를 섞어 쓰는 경우가 많다.
게르만어파에 속한 스코트어, 고이델어(게일어)에서 갈라져 나온 스코틀랜드 게일어의 영향을 받았다. 음운이나 문법 등에서 영국식 영어와는 두드러지는 차이를 보이며, 같은 단어를 두고도 영국 영어에서 쓰이는 의미와 전혀 다르게 사용하고 있다. 예로 "거주한다(산다)" 따위의 의미를 가진 단어로 영국에서는 "live"를 쓰지만, 스코틀랜드에서는 "stay"를 사용한다. 이 "stay"는 영국이나 미국 등지에서는 "그 자리에 머무르다" 따위의 의미로 많이 쓰인다. 철자가 다른 경우도 있는데, 사랑을 의미하는 단어 love는 스코틀랜드 영어로 luve라고 표기한다.

## 같이 보기
- 방언
- 아일랜드 영어